# Gabelafiskaal
De gabelafiskaal (Laniarius amboimensis) is een endemische zangvogel uit de familie Malaconotidae (bosklauwieren) die alleen voorkomt in een klein gebied in West-Angola.

## Kenmerken
De soort is nauw verwant aan Lühders fiskaal (L. luehderi) en de Angolese fiskaal (L. brauni), soorten die ook in de vorige eeuw nog als ondersoorten van de Ethiopische fiskaal werden opgevat. De vogel is gemiddeld 17,5 cm. Opvallend is de kastanjebruine vlek op de kruin en nek die naar de zijkanten wat lichter kleurt. Verder is de vogel zwart op de kop, mantel en vleugels. De rug en de stuit zijn grijszwart. De keel, borst en buik zijn helderwit. Over de vleugel loopt een smalle witte streep. De snavel is zwart en de poten zijn loodgrijs.

## Verspreiding en leefgebied
Deze soort komt voor in een 140 km² groot gebied rond de berg Mount Njelo, ten zuiden van het plaatsje  Gabela in de provincie Cuanza Sul in het westen van Angola. Het leefgebied bestaat uit weelderig, ongerept bos dat zich bevindt op een naar zee toe lopende steile helling. De vogel werd ook waargenomen in verwilderde koffieplantages die aan het hellingbos grenzen.

## Status
Dit leefgebied wordt bedreigd omdat het bos wordt omsloten door gebied waarin zwerflandbouw wordt bedreven en ook andere vormen van landbouw zich uitbreiden. De hele populatie werd in 2020 geschat op 1000-2500 volwassen individuen. Om deze redenen staat de Gabelafiskaal als bedreigd op de Rode Lijst van de IUCN.